# Albert Lepreux
Albert Lepreux, né le 15 février 1868 à Meaux et mort le 11 avril 1959 dans le 15e arrondissement de Paris, est un peintre orientaliste.

## Biographie
Albert Lepreux est le fils d'Octave Lepreux, ferblantier, et de Céline Debarle, couturière. Il a été l'élève et l'ami d'Eugène Boch. Peintre autodidacte, il se forme aux ateliers libres de Montmartre et aux cours de Charreton. Il est membre de la société des peintres-graveurs et lithographes indépendants et réalise des eaux-fortes, des aquatintes, des lithographies de ses propres paysages. Il expose au salon La Libre Esthétique à Bruxelles. Dans les années 1920, il effectue un séjour dans le sud de l'Algérie.
En 1921, il expose à la galerie Marcel Bernheim. En 1922, il expose à l'Exposition Coloniale de Marseille. En 1924, il expose au salon d'automne. En 1926, il participe à la rétrospective des trente ans de la société des artistes indépendants avec Manzana-Pissarro, Albert Marquet, Jean Peské, etc. En 1928, il expose à la galerie A la palette française et à la galerie Druet. En 1931, lors de la 42e exposition de la société des artistes indépendants, il obtient un fort succès : deux tableaux représentant Meaux sous la neige sont acquis l'un par la commission d'achat des musées de l'Etat et l'autre par la commission des Beaux-Arts et des Musées de la Ville de Paris. Dans les années 1930, il effectue des séjours au Maroc et expose à l'exposition coloniale de Naples en 1934. Il expose régulièrement aux expositions de l'Union des Beaux-Arts de Lagny. Il expose également à la galerie Georges Petit.
En 1952, il reçoit le prix Charles-Cottet.

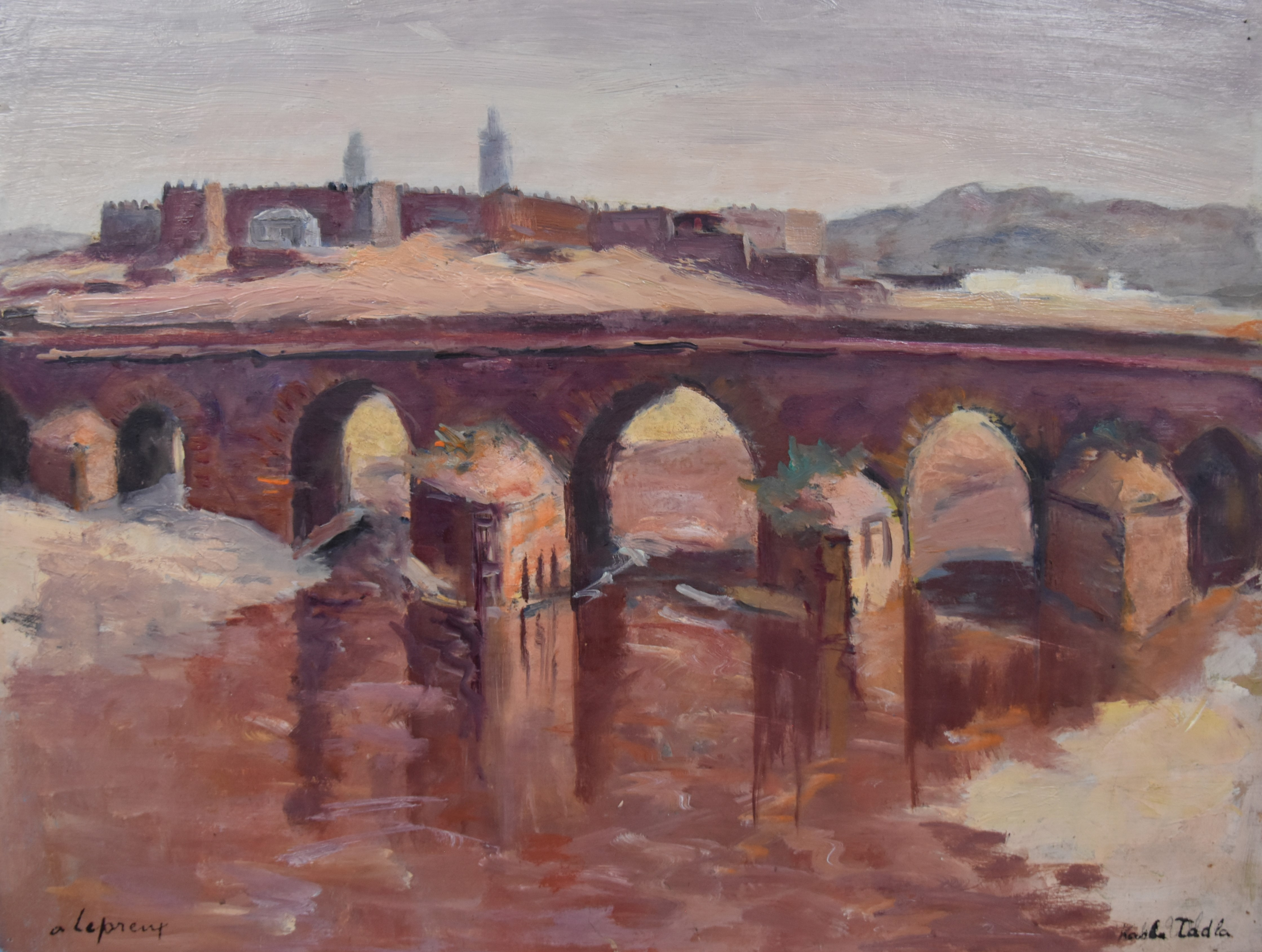
Kasba Tadla (pont des Portugais), huile sur papier
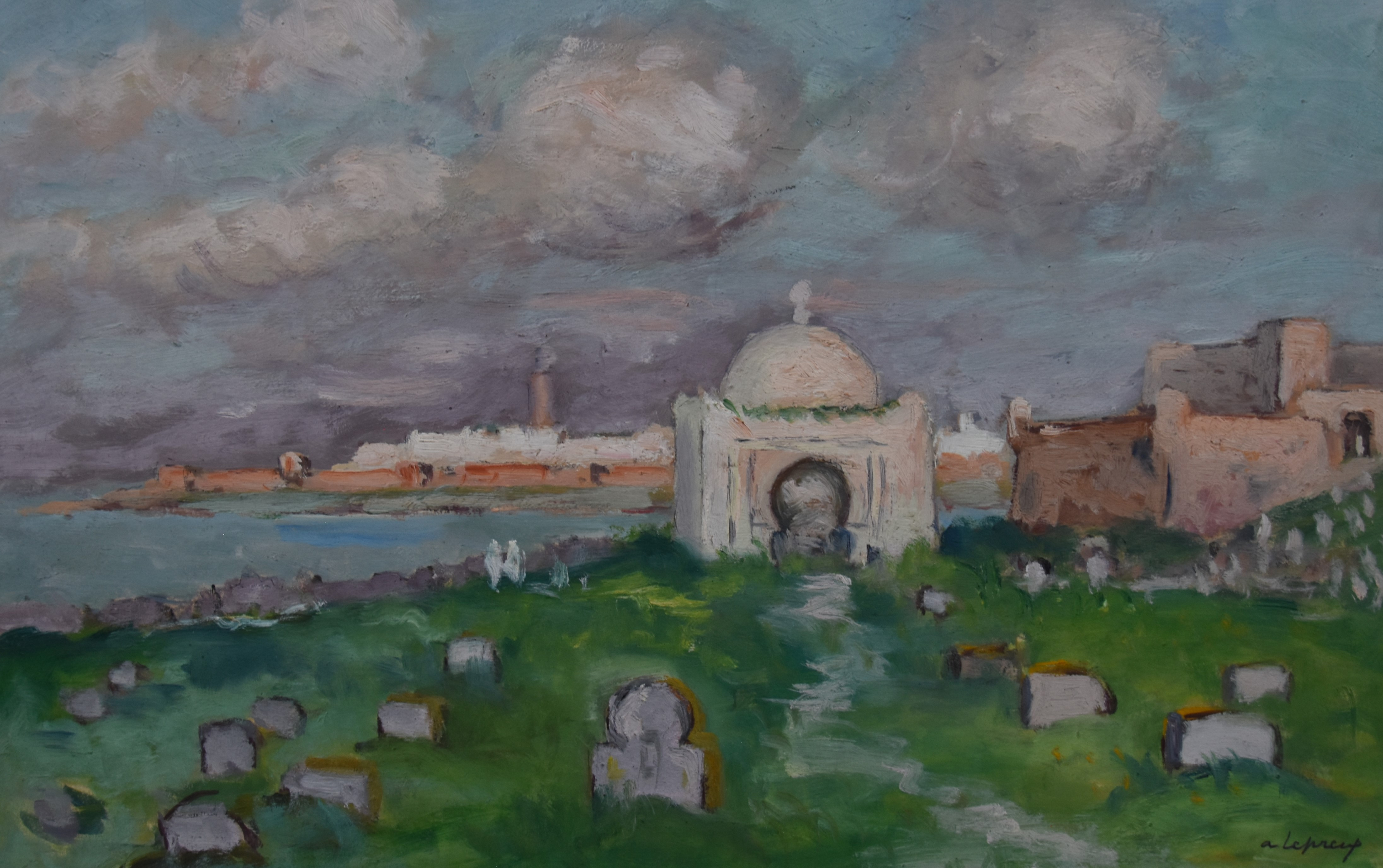
Cimetière de Rabat, huile sur papier
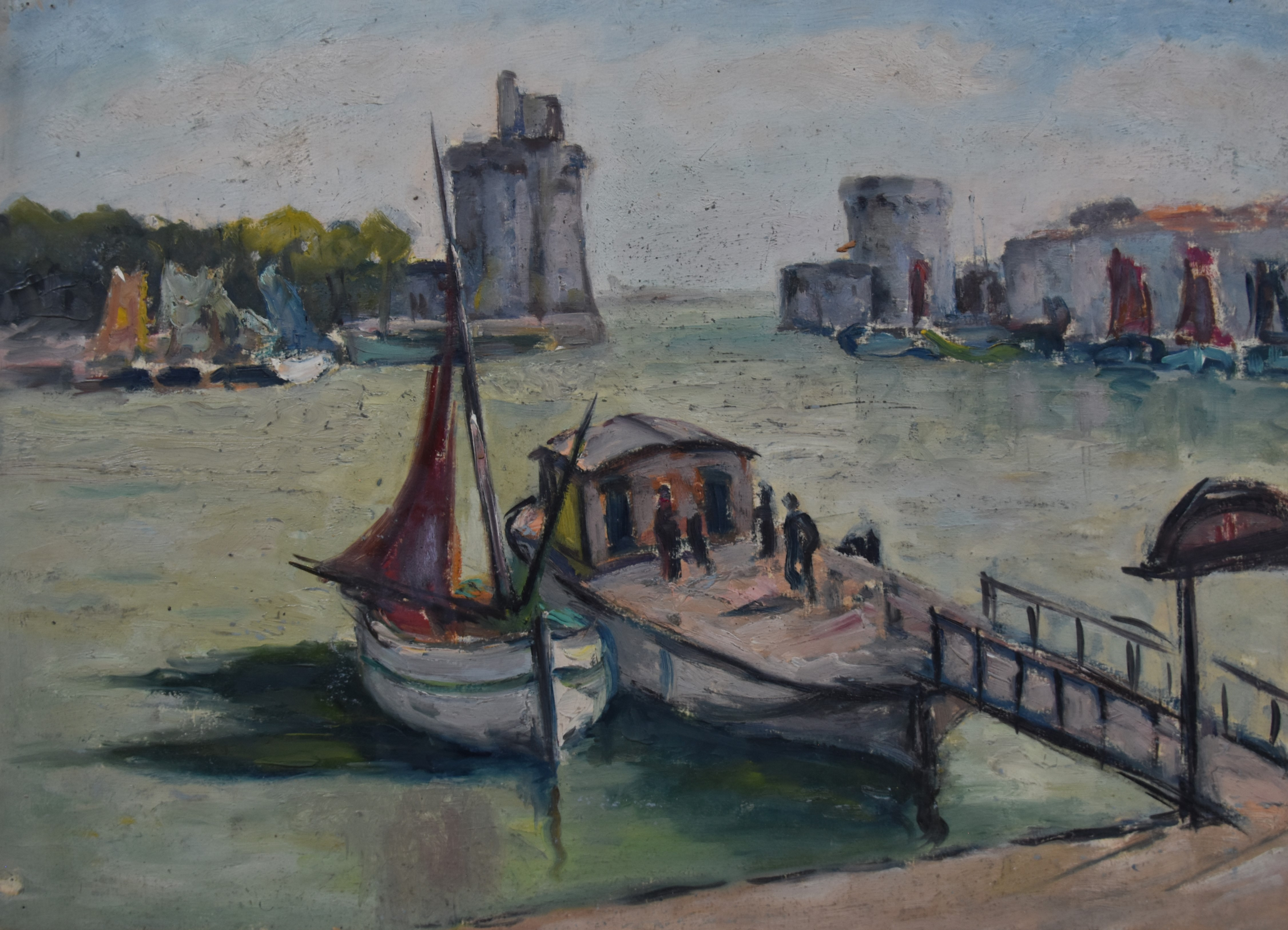
Port de La Rochelle, huile sur papier
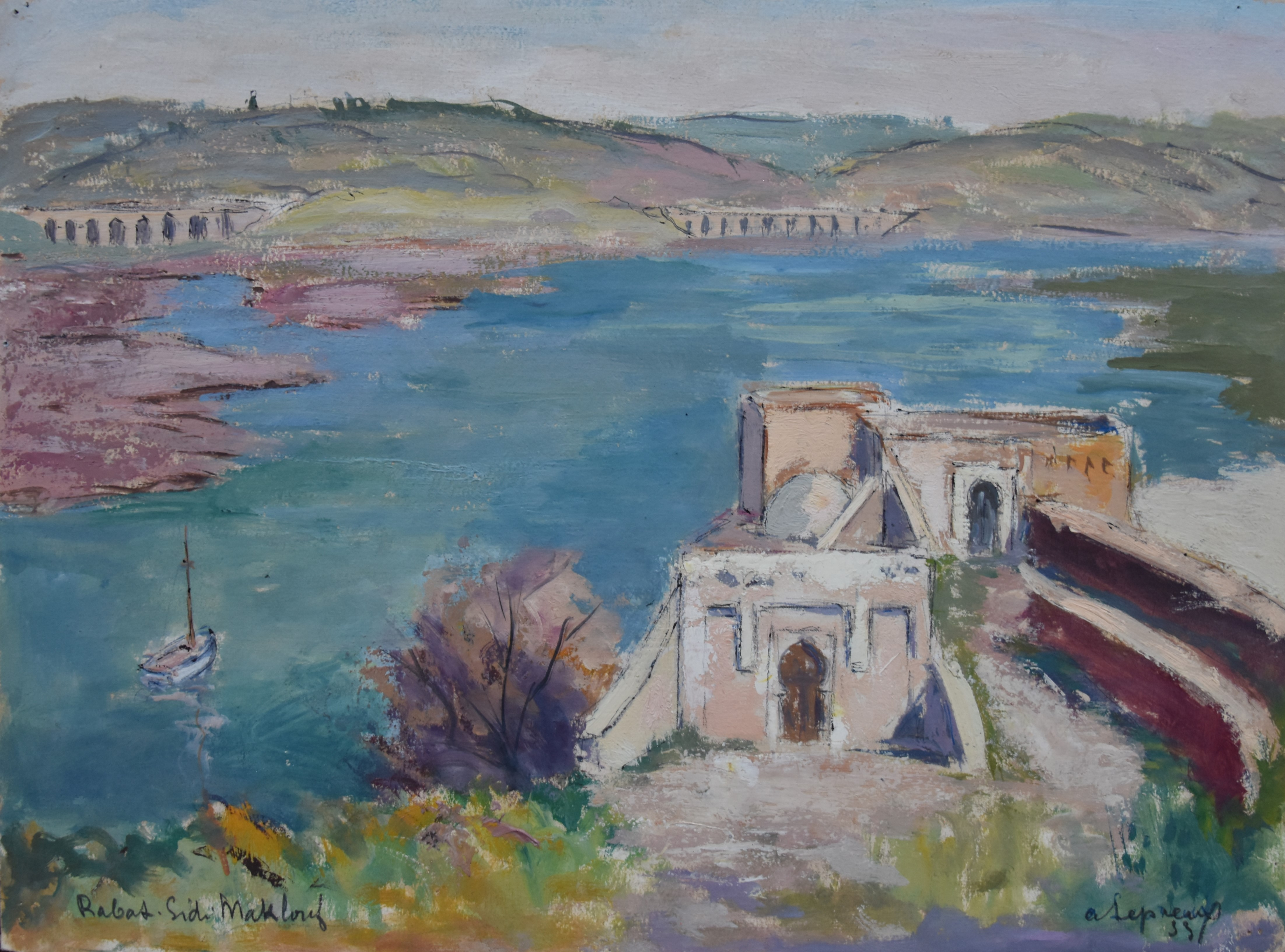
Port de Rabat, huile sur papier
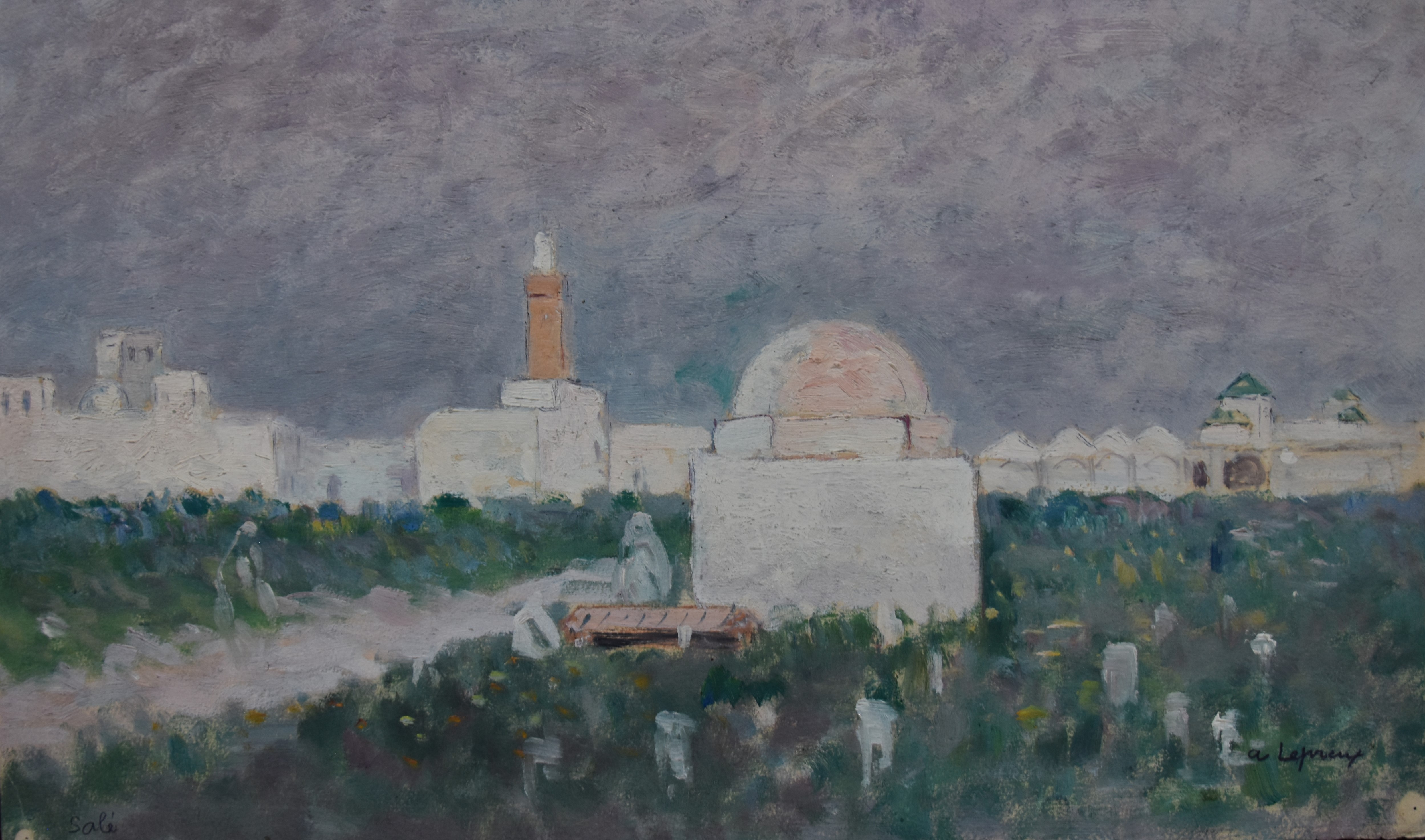
Salé, huile sur papier

## Collection publique
- 1911 : Vue de Meaux sous la neige, musée Denys-Puech à Rodez[10].
- Musée national des Beaux-Arts d'Alger[4]